# Dmitrij Smirnow (1922–1989)
Dmitrij Nikołajewicz Smirnow, ros. Дмитрий Николаевич Смирнов (ur. 16 lipca 1922 w Moskwie, Rosyjska FSRR, zm. 24 grudnia 1989 tamże) – rosyjski trener piłkarski.

## Kariera trenerska
W 1958 pomagał trenować Tiemp Machaczkała. Potem prowadził kluby Trud Tuła, Spartak Joszkar-Oła i Terek Grozny. W 1971 stał na czele Łokomotywu Chersoń.
24 grudnia 1989 zmarł w Moskwie w wieku 67 lat.